# KC-767空中加油机
波音KC-767是一种空中加油机和軍用运输机，衍生自波音767系列机型。美国空军決定用此機取代老舊的KC-135E加油机後，在2002年获得识别码KC-767A。但在2003年12月，这一合約因涉嫌贪污而終止。
此后，意大利空军和日本航空自卫队分别订购了四架KC-767运输机。飞机的大部分开发经费由波音自行承担。2011年2月，美国空军重新选用了波音的修改版KC-767计划来实施其KC-X方案，并将这一运输机指定为KC-46。

## 發展

### 商用衍生加油機
美國空軍執行一項採購計劃用以取代大約100架老舊的KC-135E空中加油機，屬「商用衍生加油機」計劃的一部分。大部分KC-135都是最新款的KC-135R型號。
2002年3月28日，美國空軍選擇了波音KC-767，並指「清楚顯示只有波音集團符合其要求」。同時亦列出四大要點選用KC-767而棄用空中巴士的空中巴士A330 MRTT（當時稱為KC-330）：
- KC-330機體較大，但可攜燃料並沒有因應增加
- KC-330顯示技術層面上風險較高及較高營運成本
- EADS建議的KC-330產生81%較大的地面足跡，相反KC-135E只有26%
- KC-330需要較多的基建投資及大大限制飛機性能，未能有效在世界各地部署

除此之外，KC-767擁有手動飛行控制和不受限制的飞行包线。此加油機在2002年從國防部獲得識別碼KC-767A，在2004年版的國防部機型識別碼報告中首次出現。

#### 租賃方案及取消
美國空軍決定使用KC-767後，便宣佈將會向波音租借100架。儘管受到不少批評，在2003年11月公佈了令人震驚的消息，空軍會購買80架KC-767和租用20架。
2003年12月，由於前採購人员达琳·德鲁杨（Darleen Druyun）受到貪污指控，五角大樓宣佈該計劃被凍結。記者Joseph Galloway在一篇一章中寫道，在國會調查期間發現A330的加油機的操作成本較KC-767低，更符合美軍需要。德鲁杨承認控罪，以「在公司合約生效期間與波音公司接觸尋求工作機會」為名判監九個月。此外波音財務總監迈克尔·希尔斯（Michael M. Sears）被革職，在2005年判監四個月，波音公司CEO菲力普·康迪特（Philip M. Condit）引咎辞职。國防部在2006年1月取消了KC-767的合約。

### 國際計劃

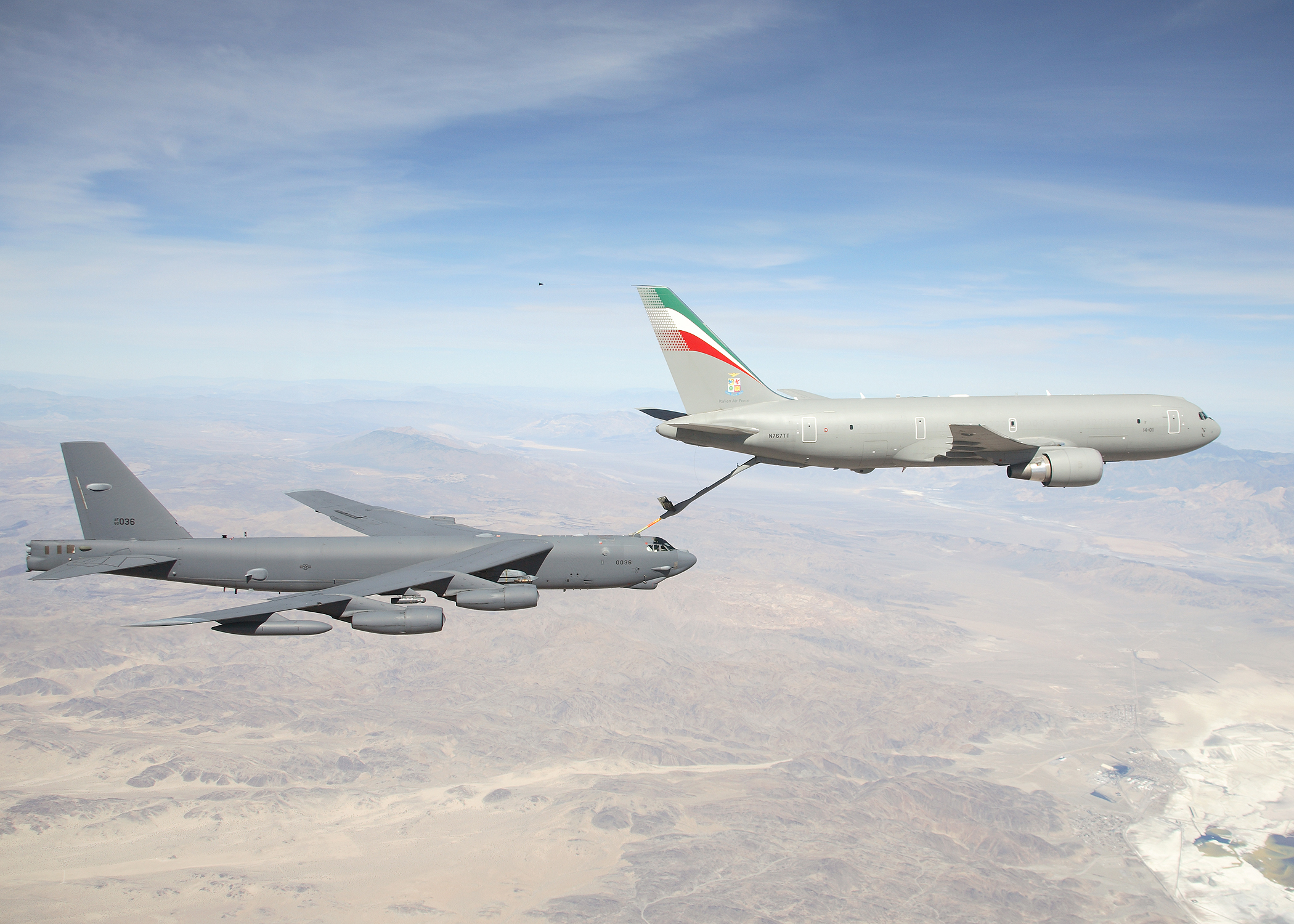
KC-767正在替美國空軍的B-52H加油

#### 意大利空軍

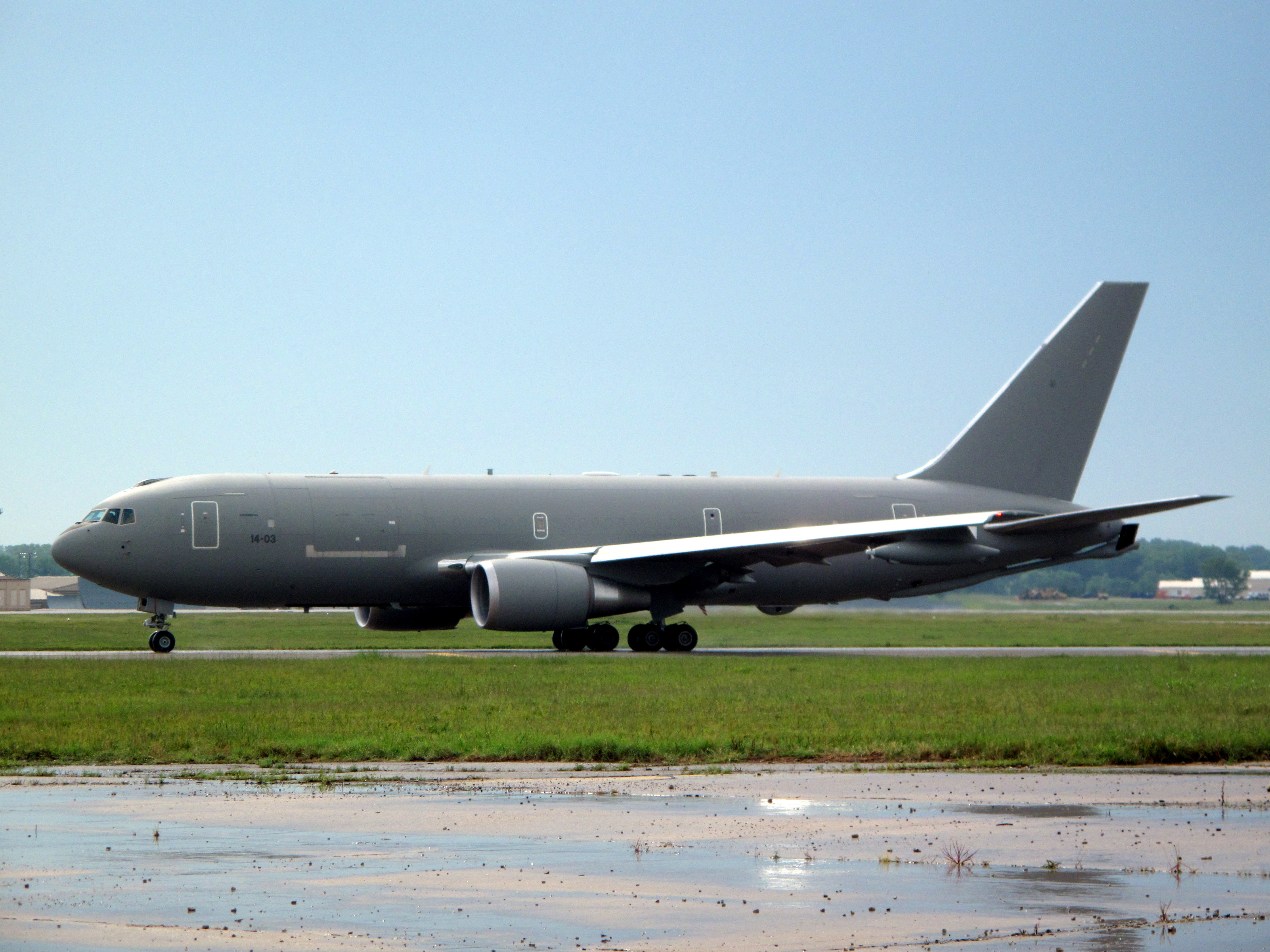
將交付給意大利空軍的KC-767A在威奇托工廠

失去美軍的訂單後，波音繼續發展KC-767。意大利選用了KC-767A，並在2002年簽約成為啟動客戶，預計於2005年交付。意大利空軍購買四架以767-200ER為基礎的KC-767加油運輸機，配有伸縮套管式和锥套软管式空中加油系統，以及機翼辅助油箱 。
首架生產KC-767是屬於意大利空軍，該飛機原本設計為商業客機，後來改裝為加油機，於2005年5月21日進行首飛。第二架飛機在同年5月21日抵達那不勒斯的波音伙伴工廠進行改裝。
由於技術問題，使交付被迫延遲。在延期期間波音提供767飛機給意方進行機員訓練。解決這些問題後，在2011年1月交付首架KC-767給意大利空軍，同年3月交付第二架。兩架飛機於5月17日正式投入服務，餘下的兩架在2011年底交付。

#### 日本自衛隊

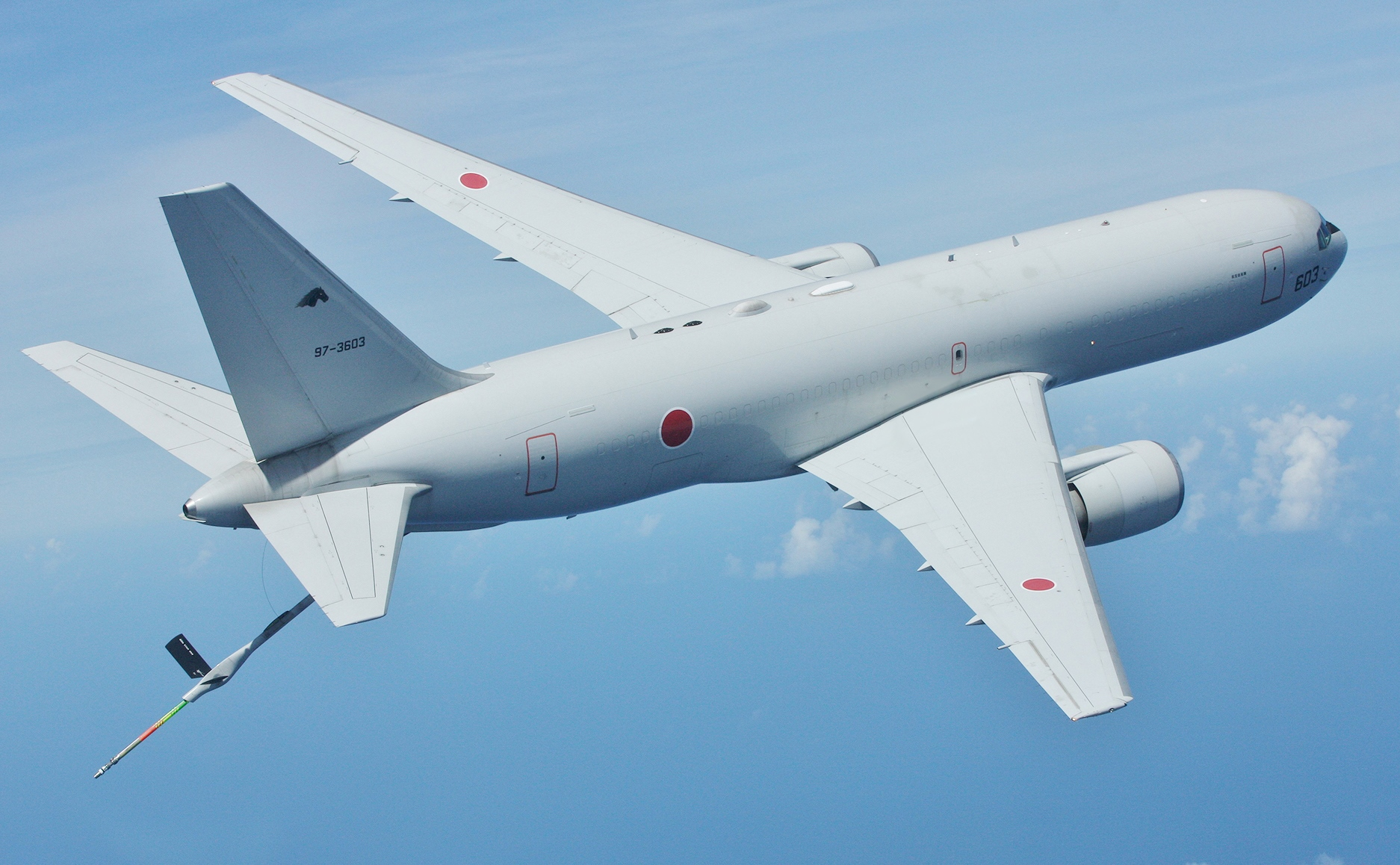
日本航空自衛隊KC-767J

2001年，日本航空自衛隊就空中加油機進行招標，當中波音及空中巴士分別以KC-767（新造）及A310 MRTT（二手機改裝）入標，最後決定採用了KC-767，在2003年簽約訂購四架飛機並命名為KC-767J。2005年6月日本首架KC-767抵達波音威奇托工廠安裝加油機設備。
由於部署問題和美國聯邦航空局的適航認證問題，使交機時間延遲了近2年。日本的KC-767J只裝備伸缩套管式空中加油设备。波音和它在日本的代表伊藤忠商事與日本防衛省達成賠償協議。2008年2月19日波音交付首架KC-767J給日本，3月5日交付第二架。第三架於2009年3月交付。同年5月三架KC-767J均取得日本航空自衛隊的初步運作能力狀態。第四架飛機已於2010年1月交付。所有KC-767J均配屬航空自衛隊第404飛行隊，駐地為名古屋飛行場。

### 其它
澳洲比較了新造A330、KC-767，以及改裝KC-747、KMD-11和KDC-10的載油能和載貨量後，在2004年4月選擇採用載油和載貨更高的空中巴士A330 MRTT。
波音與英國航太系統和英國航空聯合向英國皇家空軍推銷KC-767，作為未来战略加油机。三家公司共同成立了加油機運輸服務聯盟（Tanker Transport Services Consortium）。英航會提供767飛機，而波音提供以KC-767為基礎設計的改裝技術，英國航太則負責飛機大部分改裝工程。马歇尔航宇等公司亦是該聯盟的一員。可是英國國防部在2004年1月宣佈將會採用符合他們需要的空中巴士A330MRTT。

### 美國空軍KC-X計劃
2011年2月24日，波音的KC-767再次成功得標，美國空軍選擇採用KC-767取代KC-135。此飛機會獲得識別碼KC-46A。同時波音亦贏得一份生產合約，在2017年前交付首18架KC-46。

## 運作歷史

### 飛行測試

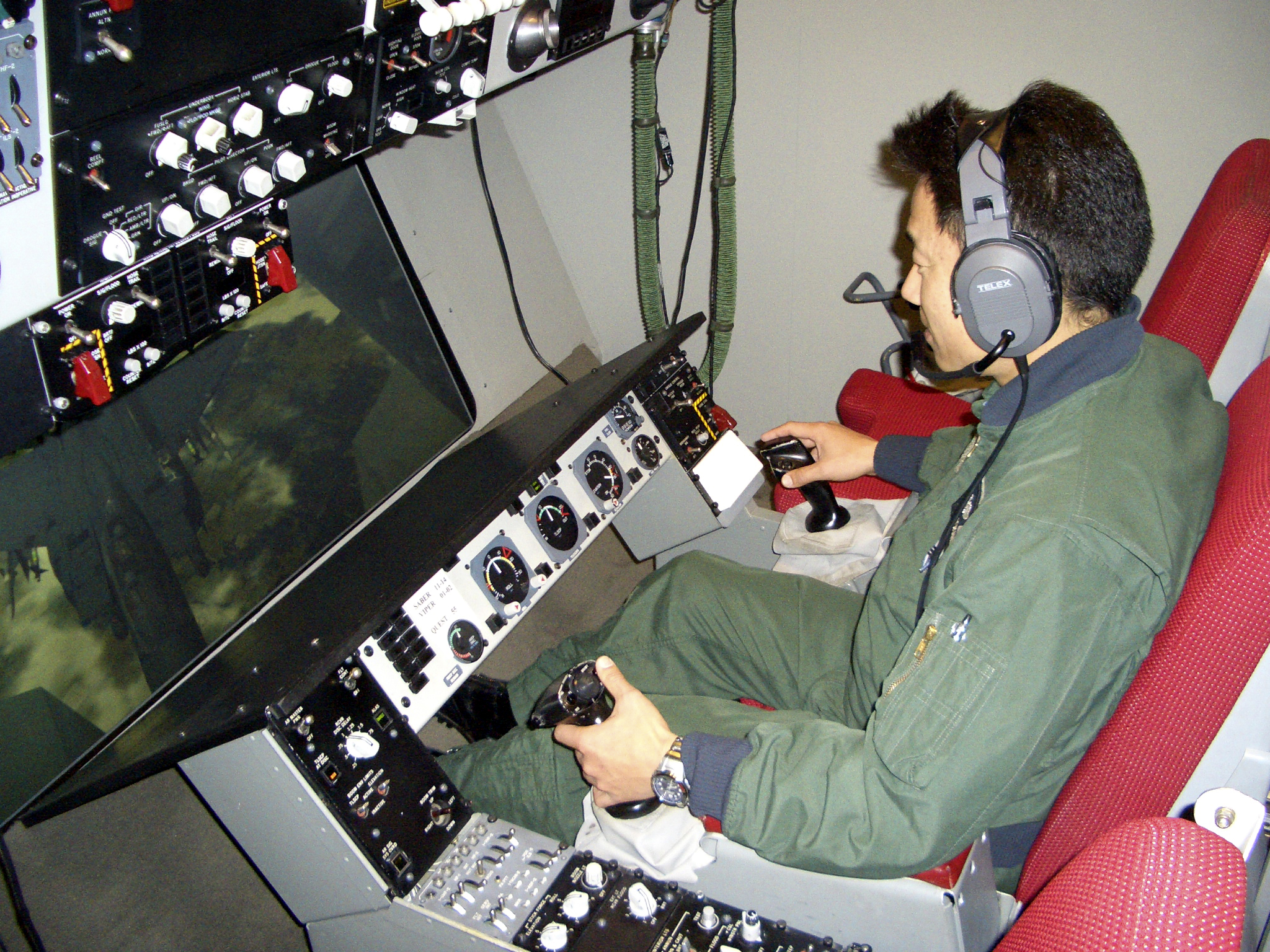
日本航空自衛隊的伸縮管操作員模擬在特拉维斯空军基地替飛機加油

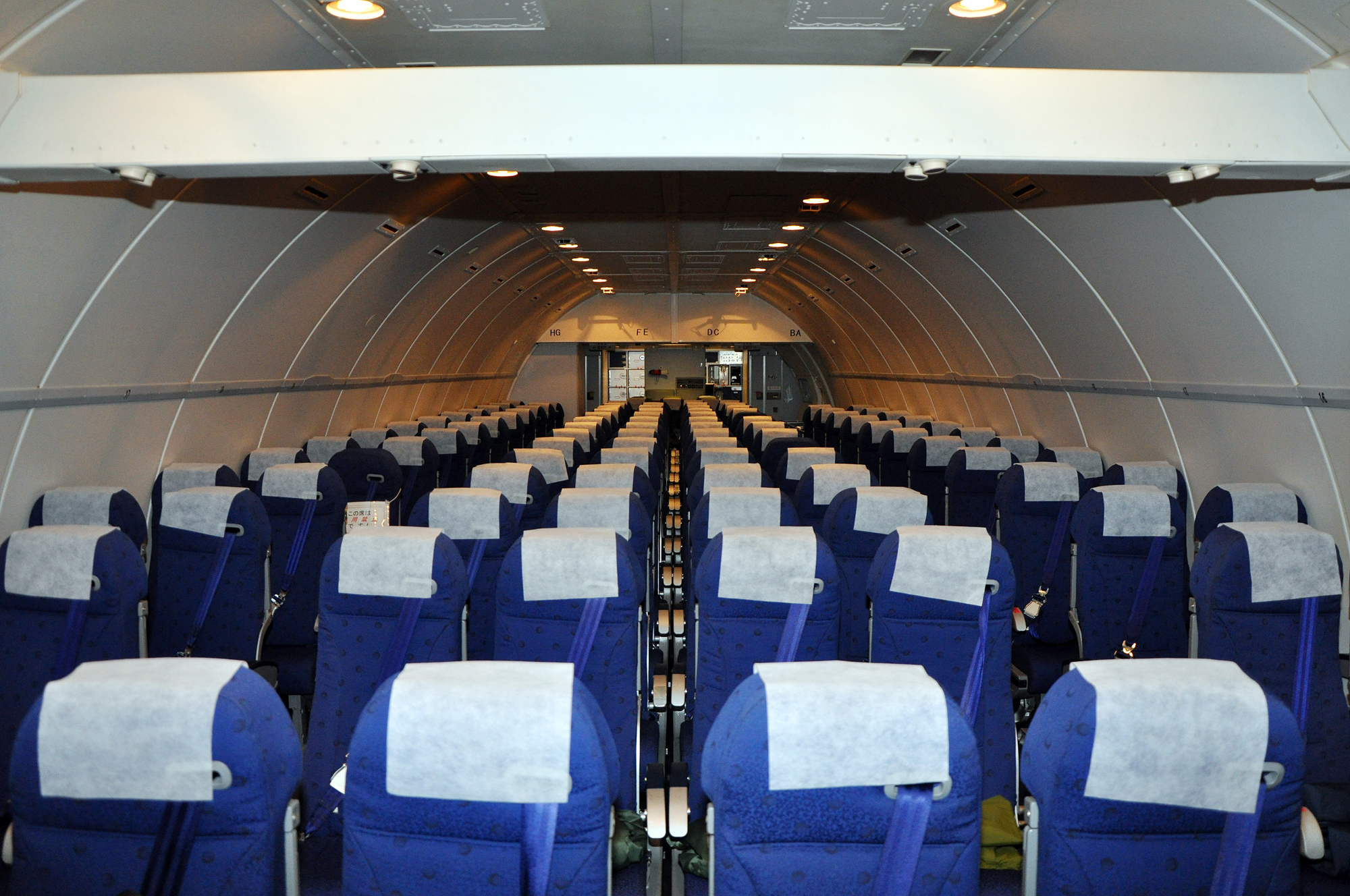
一架日本航空自衛隊的KC-767機艙內部，可採用圖中的全客艙佈局，以運送官兵

在2007年1月23日，KC-767首次與B-52同溫層堡壘轟炸機在空中接觸，為KC-767奠下新的里程碑。這次「乾接觸」並沒有輸送任何燃料，只是為了測試飛機的第五代線傳飛控伸縮臂。與KC-135的伸縮管操作員不同的是，KC-767的操作員能使用視訊遙距操控。這項測試在愛德華空軍基地進行，測試機的任務完成後交付給意大利空軍。
2007年3月5日，KC-767首次在空中替飛機加油。4月12日飛機再完成一項測試，機員成功伸縮兩隻機翼的加油软管。當KC-767改裝完成後，飛行測試工作回復至將交付給日本的加油機。同年11月，波音決定把KC-767A改裝工作由意大利的承包商納瓦利航空（Aeronavali）交回波音的威奇托工廠（Wichita）進行，以便準時交付。

### 實戰使用

#### 意大利
於2011年，意大利空軍派出屬下最新的兩架KC-767，支援北約參與阿富汗戰爭，以及2011年多国武装干涉利比亚行動。

#### 日本
於俄羅斯入侵烏克蘭初期，日本航空自衛隊派出屬下的KC-767及C-2，向烏方捐贈醫療物資，以及頭盔連避彈衣。

## 衍生型號
KC-767A
發展自767-200，本為美國空軍設計的加油機，但訂單被取消，隨後生產了四架類似機型給意大利空軍。
KC-767J
日本航空自衛隊的型號，共生產了四架。與意大利版本不同，日本的只具備硬式加油設備。
KC-46A
發展自767-200LRF本為美國空軍設計的加油機。

### 以色列改装型

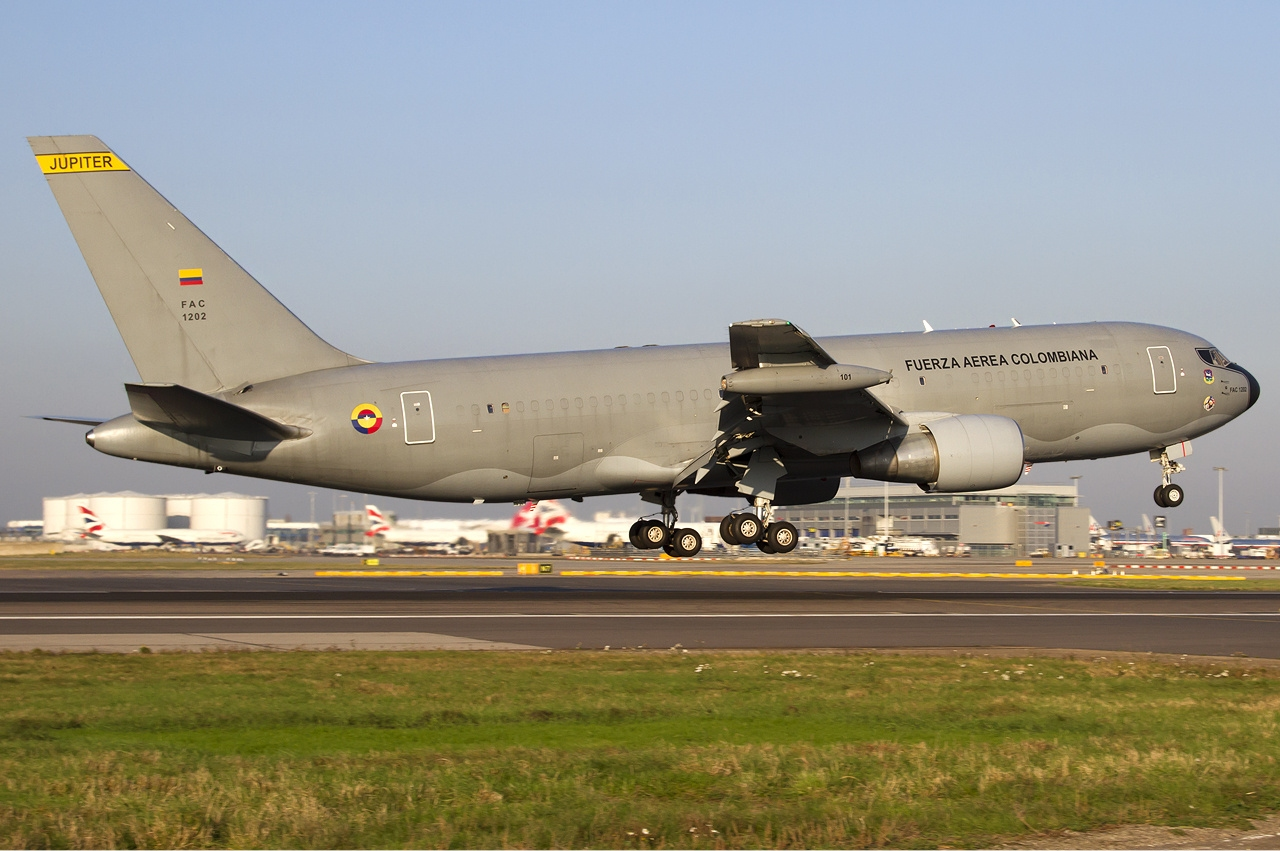
由以色列航太改装的波音767多用途加油机（该机原为中国国际航空B-2556号客机）

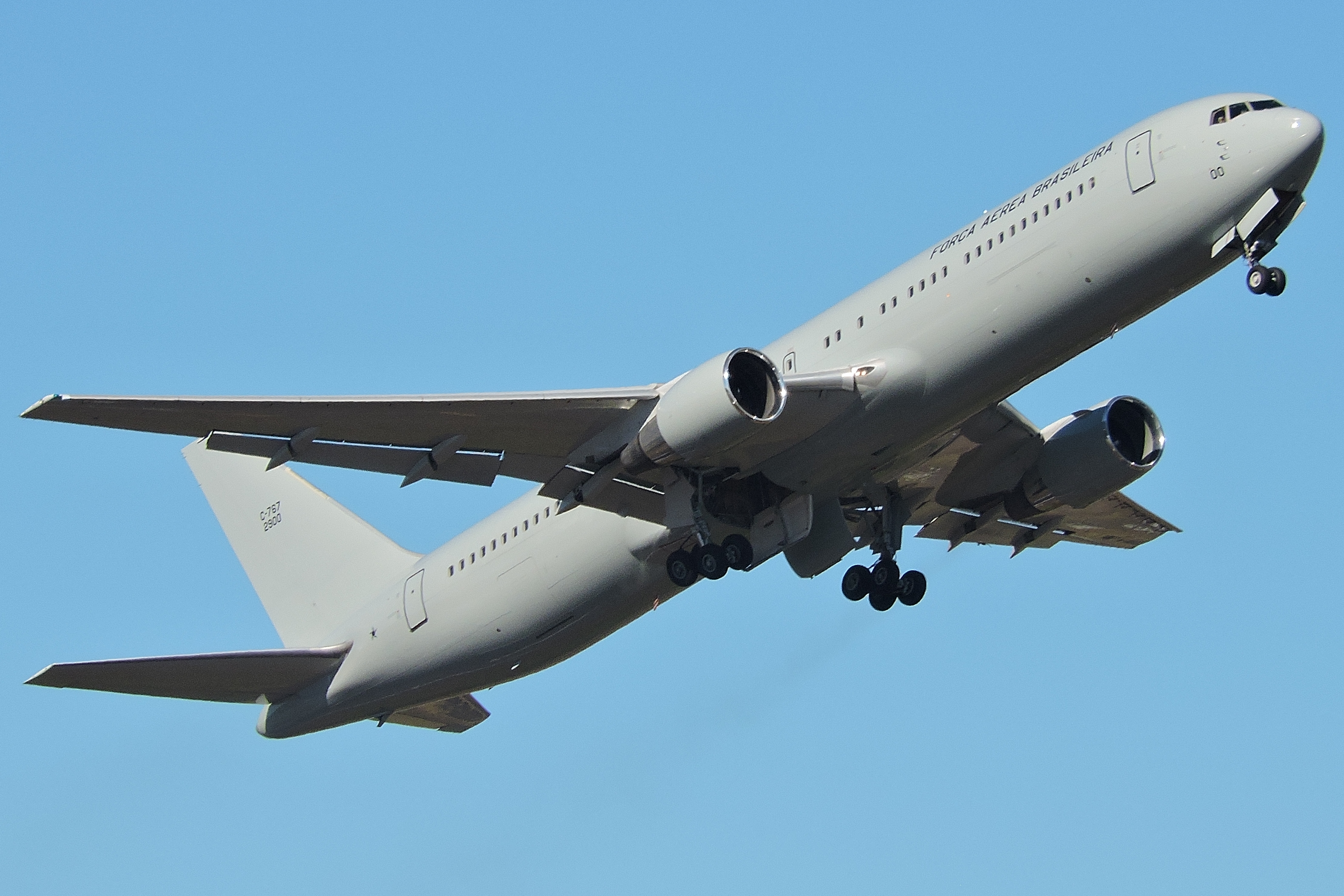
巴西空军原擬接收的KC-X2加油機

767 MMTT
波音767多用途加油机（767 MMTT，其中MMTT为Multi Mission Tanker Transport的缩写）是以色列航太工業改装的波音767加油机型号。第一架767 MMTT于2010年6月被改装，机身加装货舱门，机翼下亦增加了加油装置。该型号可作为空中加油机、货机或行政專機使用。哥伦比亚空军于2010年接收了一架波音767 MMTT，官方別號為「木星」。
KC-X2
巴西空军曾向以色列航太订购了两架由767-300ER客机改装的KC-X2加油機。然而，引進改裝加油機的計劃最後取消；而曾塗上空軍漆裝的首架飛機，後來再被改裝為民用版767-300ER BDSF貨機，並交付加拿大Cargojet貨運航空公司。

### 印度改裝型
2022年4月，印度斯坦航空有限公司獲以色列航太工業授權，將6架民用波音767改裝為空中加油機，供印度空軍使用。

## 规格参数（KC-767A）
参考资料：Data from KC-767A, Boeing 767-200ER specifications
基本信息
- 机组：3

性能

### 關連機種
- 波音767

### 競爭機種
- 空中巴士A310 MRTT